# Icterus bullockii
Icterus bullockii là một loài chim trong họ Icteridae.